# Philip Wicksteed
Philip Henry Wicksteed, född 25 oktober 1844 i Leeds, död 18 mars 1927 i Berkshire, var en brittisk sociolog, son till Charles Wicksteed.
Wicksteed var predikant i unitariska kyrkosamfundet från 1867 och föreläsare inom folkuniversitetsrörelsen 1887-1918. Han utgav kommenterade översättningar av Dante med flera, litteraturhistoriska essayer över Henrik Ibsen med flera och väckte en viss uppmärksamhet som nationalekonomisk skriftställare genom försök att popularisera nationalekonomisk teori i matematisk framställning med tillämpning på det dagliga livet (The alphabet of economic science, 1888). Med utgångspunkter i det dagliga livets erfarenheter underkastade han även sin tids teorier en kritik, som han hade svårt att få gehör för i samtiden (The common sense of political economy, including a study of the human basis of economic law, 1910).